# John Aitken (geofisico)
John Aitken (Falkirk, 8 settembre 1839 – Manchester, 14 novembre 1919) è stato un geofisico scozzese.
È stato autore di varie e importanti ricerche di meteorologia e oceanografia; è conosciuto specialmente per i suoi studi sui processi di condensazione del vapore acqueo atmosferico e sul pulviscolo atmosferico.